# Società foggiana
La società foggiana (nota anche come quarta mafia) è un cartello criminale di stampo mafioso operante nella città di Foggia e in gran parte dell'omonima provincia, ma con cospicue infiltrazioni anche in altre regioni italiane; è una mafia relativamente giovane il cui primo riconoscimento risale al 1994; è comunque considerata una delle mafie italiane più brutali e sanguinarie. In considerazione dell'escalation criminale registrata negli ultimi anni il 15 febbraio 2020 è stata istituita a Foggia una ulteriore Sezione Operativa della DIA alle dipendenze del Centro Operativo di Bari. Nel gennaio 2022 è stata inoltre sancita la presenza di un presidio della Direzione distrettuale antimafia (DDA) di Bari.
La Società Foggiana è priva di un vertice aggregante, ma con una struttura interna compatta, essendo organizzata in "batterie" su un modello federale a forte connotazione familiare. Questo aspetto ne determina una conseguente impenetrabilità che ne rappresenta un punto di forza, cui si aggiunge il forte radicamento nel territorio, l'omertà del contesto ambientale ed equilibri fluidi utili a tessere alleanze con altre organizzazioni criminali presenti in provincia, in particolare a Cerignola, San Severo, Manfredonia-Monte Sant'Angelo e Vieste.

## Storia

### La nascita
L'organizzazione criminale nasce all'inizio degli anni 1980 come "costola" della Nuova Camorra Organizzata di Raffaele Cutolo, attraverso accordi formalizzati in un incontro avvenuto il 5 gennaio 1979 presso l'hotel "Florio" situato sulla Statale 16 tra Foggia e San Severo cui avrebbe partecipato lo stesso Cutolo, all'epoca evaso dal carcere di Ascoli Piceno. 
Agli inizi degli anni ’80 a Foggia ci sono due fazioni che si scontrano ferocemente: da una parte Giuseppe Ciliberti, detto Pinucc u'biond, dall’altra Michele Carella. Tra l’83 e l’84 uno degli esponenti emergenti del primo clan, Gerardo Agnelli, detto il Professore, passa a quello rivale sposando una nipote di Carella, che nel frattempo viene arrestato negli Usa per droga. Agnelli assume il comando del clan, mentre Ciliberti viene ucciso il 3 ottobre del 1984. Al clan Agnelli-Carella si alleano presto esponenti di spicco della malavita foggiana, come Olinto Bonalumi, Marino Ciccone, Nicolino Delli Muti e Gaetano Moffa. Dopo l'omicidio di Giuseppe Ciliberti il crimine organizzato a Foggia si polarizza attorno a due gruppi dominanti: il primo ai cui vertici vi sono Giuseppe Iannelli, Gerardo Agnelli e Giosuè Rizzi cui si lega anche Rocco Moretti detto il Porco, il secondo, rivale, controllato da Giuseppe Laviano. Secondo le dichiarazioni di collaboratori di giustizia, Iannelli si sarebbe impegnato a versare circa il 40% dei proventi delle attività criminose perpetrate in Puglia al gruppo cutoliano. Nel giro di pochi anni tuttavia l'organizzazione criminale foggiana si libera dei vincoli con la camorra: nel 1983 l'omicidio di Giuseppe Sciorio, camorrista al soggiorno obbligato a Foggia, considerato il luogotenente di Cutolo in Capitanata e il successivo progressivo declino dello stesso spianano la strada all'autonomia della malavita foggiana.

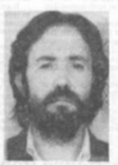
Gerardo Agnelli, detto il Professore, uno dei reggenti della Società Foggiana negli anni '80, è stato ucciso nel 1990.

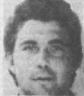
Giuseppe Ciliberti, alias Pinuccio il biondo, 34 anni è uno dei personaggi di spicco della prima ora della Società Foggiana, Ucciso nell'ottobre 1983 nell'androne del suo palazzo in via Castrilli.

Una data determinante nella storia della Società Foggiana è il 1º maggio 1986: è la notte della Strage del Bacardi, dal nome del locale in cui vengono uccisi tre pregiudicati del gruppo Laviano (in quei giorni detenuto ai domiciliari) e la compagna di un altro di loro che rimane ferito. I Laviano devono subire una lezione in modo clamoroso e violento, in modo che sia chiaro a tutti chi è che comanda sulla città, ovvero il gruppo Rizzi-Agnelli che verrà immediatamente sospettato di essere responsabile della strage. Nel gennaio 1989 la scomparsa di Giuseppe Laviano, legato alla Camorra, il cui corpo non fu mai trovato, segna un'ulteriore svolta nella guerra di mafia e l'ascesa al vertice della malavita organizzata di Rocco Moretti che, seppure detenuto dal 1989 con una condanna a 30 anni per omicidio, mafia e armi, continua a dirigere le operazioni del clan dal carcere. Anche Giosuè Rizzi va incontro ad una lunga detenzione per la strage del Bacardi. Gerardo Agnelli è invece ucciso nel giugno '90.

Foto segnaletica di Rocco Moretti, detto il Porco, nel 1985. Esponente di spicco della malavita foggiana e attuale capo della batteria Moretti-Pellegrino-Lanza

In seguito agli arresti operati dalla polizia nel 2004 con l'operazione "Mantide", tra i tanti particolari, sono emerse anche rivelazioni macabre secondo cui il cadavere di Pinuccio Laviano fu "spezzettato", la testa decapitata e la foto della stessa mostrata agli esponenti principali della Società durante i summit. Pare inoltre che Vito Lanza portasse con sé un osso del cadavere di Laviano a mo' di reliquia, tanto da utilizzarlo come soprammobile mentre pranzava. Il mandante dell'omicidio Laviano sarebbe stato, secondo le rivelazioni di diversi pentiti, lo stesso Rocco Moretti, capo storico della Società Foggiana e principale boss del clan Moretti-Pellegrino-Lanza. È da tener presente tuttavia che, dopo la condanna in primo grado, Moretti e Lanza furono entrambi assolti in appello dall'accusa di omicidio di Laviano.
I tre clan storici operanti in città sono:
1. Moretti-Pellegrino-Lanza,
2. Sinesi-Francavilla,
3. Trisciuoglio-Prencipe-Tolonese.

Nonostante queste tre batterie siano state spesso in conflitto, non sono mancati accordi con i quali sono stati costituiti assetti multipartecipativi ad esempio del traffico di droga o delle estorsioni per condividere e spartire il profitti. Si assiste inoltre ad una costante evoluzione dei gruppi criminali, a causa di lunghe detenzioni dei principali referenti e di periodiche scissioni. In seguito alle maxi condanne del boss Roberto Sinesi e di suo figlio Francesco, e alla detenzione dei fratelli Francavilla, alcuni gruppi si sono messi in proprio: su tutti i fratelli Donato e Francesco Delli Carri (nipoti di Roberto Sinesi cui venne conferita la dote di "evangelista" dal boss calabrese Franco Coco Trovato) e i fratelli Frascolla, in grado di costituire batterie autonome. Negli anni la criminalità foggiana ha continuamente ridefinito i suoi equilibri di potere tra le diverse batterie in modo spregiudicato e violento. Dal 2013 si è verificata una polarizzazione del potere criminale sulle prime due batterie, impegnate fra loro in una violenta contrapposizione armata per la leadership interna e in una capillare attività estorsiva.

### Prima guerra di mafia (1986-89)
La prima guerra tra i clan della malavita di Foggia si svolge negli anni '80, epoca nella quale non è ancora riconosciuta la mafiosità della Società Foggiana, e vede contrapposti il clan Moretti-Rizzi e il clan Laviano.
31 gennaio 1986: Pinuccio Laviano, 26 anni, agli arresti domiciliari con permesso di andare al lavoro, viene ferito gravemente in un'autodemolizione in via Ascoli.
28 febbraio 1986: Gaetano Moffa, detto "Il nano", detenuto in semi-libertà e considerato appartenente al gruppo di Giosuè Rizzi, viene ucciso in piazza sant'Eligio mentre sta facendo ritorno in carcere.
11 marzo 1986: altro agguato a Pinuccio Laviano colpito in casa da una fucilata sparata attraverso la porta.
13 marzo 1986: sequestrato e torturato Savino Tanzi del clan Laviano. I carabinieri lo trovano legato con filo di ferro in un casolare.
6 giugno 1987: Nicola Laviano, 41 anni, camionista, fratello maggiore di Pinuccio, viene ucciso davanti alla sua abitazione in via Perosi. Per l'omicidio verrà condannato a 10 anni il pentito siciliano Vincenzo Paratore, che confessa l'omicidio perpetrato come un favore a Giosuè Rizzi che lo aveva nascosto durante latitanza. Il pentito avrebbe chiesto in cambio uno scambio di killer tra Foggia e la Sicilia, accordo che non verrà poi mantenuto.
5 luglio 1987: trovato in un pozzo tra Cerignola e Trinitapoli il cadavere di Antonio Ruotolo, di Orta Nova, scomparso il 7 aprile e ritenuto membro del clan Laviano. Il cadavere è in un sacco di juta e presenta un foro alla nuca.
31 marzo 1988: Tommaso Dello Russo, pregiudicato ritenuto vicino al clan Laviano, viene ucciso in un'autodemolizione di Terlizzi. Per l'omicidio viene condannato a 25 anni Rocco Moretti, il Porco, considerato l'esecutore materiale.
14 dicembre 1988: in un bar di via Mons. Farina a Foggia viene ucciso Mario Mondelli, intimo amico di Pinuccio Laviano che riesce a sfuggire ed è considerato il vero bersaglio del killer. Mondelli era stato avvisato di tenersi alla larga da Laviano, in considerazione dei precedenti attentati, ma aveva risposto "Se devono ucciderlo, devono passare su di me". Secondo le rivelazioni del pentito Antonio Catalano, Mondelli era stato ucciso da Rocco Moretti che aveva utilizzato un revolver calibro 357 prestato dallo stesso Catalano ad un'amica.

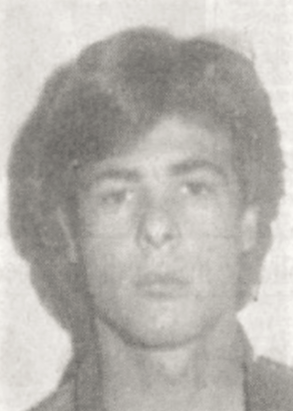
Giuseppe (Pinuccio) Laviano, boss dell'omonimo clan, scompare il 10 gennaio 1989. Con la sua scomparsa si conclude la prima guerra di mafia della criminalità foggiana.

11 gennaio 1989: dopo essere scampato a tre agguati, Pinuccio Laviano, 28 anni, esponente di primo piano della criminalità foggiana negli anni '80, decide di lasciare temporaneamente Foggia per allontanarsi dalla situazione di rischio estremo, dirigendosi in treno nel tarantino, forse a Martina Franca. Il 10 gennaio 1989 lo attende sotto casa l'amico Franco Vitagliani, che deve accompagnarlo in auto alla stazione a San Severo, dove Laviano deve prendere un treno, per evitare la stazione di Foggia. Ma a San Severo Laviano non arriverà mai. La sua scomparsa rimane a lungo un mistero perché il cadavere non verrà mai rinvenuto. L'indagine sulla sua scomparsa rimane a lungo senza colpevoli fino al 2005, quando le rivelazioni di alcuni pentiti portano all'arresto di Rocco Moretti, Vito Lanza, Salvatore Prencipe e Franco Vitagliani. Quest'ultimo, detto "a Sciuccarell", è "l'amico" che doveva accompagnare Laviano in stazione. È detenuto in carcere in regime di 41 bis e sarà però l'unico condannato per questo omicidio, raggiungendo la ragguardevole somma di 5 condanne all'ergastolo per altrettanti omicidi. Contro di lui peserà la testimonianza dall’ex moglie Rita D'Onofrio, mentre i tre computati verranno assolti dopo la condanna in primo grado. Secondo l’accusa, per aver salva la vita dal clan rivale Rizzi-Moretti, Vitagliani tradì l’amico. L'ordine era di consegnarlo vivo a chi voleva torturarlo e ammazzarlo, ma Vitagliani, per risparmiargli le torture, uccise Laviano sparandogli al capo. Il corpo sarebbe stato successivamente consegnato al clan rivale che lo avrebbe spezzettato. La foto del capo mozzato di Laviano sarebbe stata mostrata durante summit mafiosi.
Con lo sterminio del clan Laviano si conclude la prima guerra di mafia che vede l'affermazione del gruppo che fa capo a Gerardo Agnelli, Giosuè Rizzi e Rocco Moretti.

### Seconda guerra di mafia (1990)
La seconda guerra di mafia, legata al controllo dei traffici di droga, si svolge a partire dagli anni '90. Con i boss Rizzi e Moretti detenuti per omicidio, le redini della Società Foggiana sono nelle mani di Gerardo Agnelli e Michele Mansueto. È in fase di ascesa un nuovo protagonista della criminalità foggiana, Roberto Sinesi, legato alla 'ndrina calabrese di Franco Coco Trovato (alleato dei De Stefano di Reggio Calabria).
10 giugno 1990: Gerardo Agnelli, il Professore,  viene ucciso mentre si trova davanti al suo autosalone in via Onorato, a porta Manfredonia. Un killer che indossa una parrucca e due pistole lo insegue tra la folla e lo crivella di colpi, esplodendogli anche colpi di grazia alla testa e fuggendo su una moto guidata da un complice. Solo dopo 16 anni, a seguito di rivelazioni di pentiti, verranno arrestati Rocco Moretti, già detenuto, indicato come il mandante che avrebbe frenato le ambizioni di Agnelli di ascendere al vertice della criminalità cittadina e Vincenzo Antonio Pellegrino, Capantica, indicato come il killer. Condannati in primo grado nel 2007, sono stati entrambi assolti in appello.
Sempre nel giugno del 1990, Michele Mansueto, capo dell'organizzazione criminale cittadina su delega dei boss in stato di detenzione Giosuè Rizzi e Rocco Moretti, sfugge ad un agguato scagliandosi contro e disarmando due killer nascosti nel portone della sua abitazione. Nella colluttazione rimane ferito da un proiettile all’addome, ma se la cava. Probabilmente l'agguato determina un ridimensionamento del suo ruolo.
28 novembre 1990: Roberto Bruno, 30 anni, sorvegliato speciale, viene ucciso sotto casa in via Parini. Mentre rientra con l'auto 3 o 4 killer lo uccidono sotto gli occhi del figlio Rodolfo di 11 anni. Diciassette anni dopo suo figlio Raffaele, mentre sconta una condanna per estorsione si pente e parla di numerosi omicidi fra cui quello di suo padre, che sarebbe stato compiuto per vendetta. Roberto Bruno sarebbe infatti l'omicida, nel 1985, di Ciro Delli Carri, padre di Donato e cognato di Roberto Sinesi. Questi ultimi sarebbero proprio i suoi killer. Arrestati nel 2008 vengono condannati a 30 anni in primo grado.

### Terza guerra di mafia (1998-99)

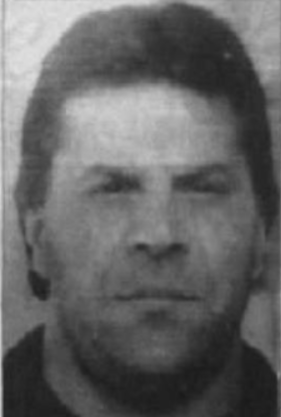
Con l'omicidio di Mario Francavilla, "U' ner", braccio destro del boss Sinesi, si apre nel 1998 la terza guerra di mafia della Società Foggiana.

Tra il 1998 e il 1999 a seguito di un conflitto tra varie fazioni si contano 14 omicidi e 2 agguati falliti: una cruenta guerra di mafia, dove a farne le spese sono per la maggiore dei pregiudicati di spicco dei clan rivali fra loro ma anche innocenti che con la mafia non hanno nulla a che fare.
22 gennaio 1998: Alle 20 viene ammazzato a fucilate Mario Francavilla, 45 anni, titolare di un'impresa di pompe funebri, detto "u ner", ritenuto il luogotenente del boss Roberto Sinesi e cassiere della società. Ha due figli, Emiliano e Antonello, che ha sposato la figlia di Sinesi, affiancando il suocero e assumendo le redini del clan. Mario il nero, con precedenti condanne per estorsione associazione mafiosa (maxi-processo Panunzio), è su una citycar e sta per fare ritorno nella sua abitazione quando 4 killer su un'auto lo affiancano facendo esplodere diversi colpi di fucile. Uno dei sicari scende dall'auto per dargli il colpo di grazia.
L'omicidio Francavilla è un evento determinante per la scissione all'interno della Società Foggiana tra i clan Sinesi, federatosi con i parenti Francavilla, e Trisciuoglio-Prencipe e per l'innesco della guerra scatenatasi degli anni 1998-99. Nel 2005 le rivelazioni del pentito Antonio Catalano avrebbero ricollegato le motivazioni dell'omicidio ad una squilibrata spartizione del bottino proveniente dal più grande furto mai realizzato a Foggia, nel quale 7 uomini, penetrati attraverso tombini nel caveau della Banca di Roma nel week-end del ferragosto 1997, svaligiarono 570 cassette di sicurezza per un valore di circa 40 miliardi lire tra soldi e preziosi.  I rapinatori avrebbero lasciato ai boss foggiani la somma di 600 milioni di lire in contanti, ma Mario Francavilla e il suo clan ne avrebbero ricevuto solo 100, scatenando una violenta frizione con il gruppo sodale Trisciuoglio-Prencipe.
15 giugno 1998: Colpito alla testa alle 7:40 in via Gioberti Paolo Vitagliani, 33 anni, detto Paolo a siuccarell, assolto dall'accusa di mafia e droga nel maxi-processo «day before» e scarcerato tre settimane prima. È considerato un killer del clan Sinesi-Francavilla. Secondo rivelazioni di pentiti avvenute diversi anni dopo, Vitagliani, appena uscito di galera, avrebbe preso a schiaffi Vincenzo Pellegrino e Lilino Mansueto avvisandoli che da quel momento avrebbero dovuto consegnare i soldi a lui in base agli ordini di Roberto Sinesi. È su uno scooter quando due killer su un ciclomotore lo affiancano e lo colpiscono con una pistola calibro 9. È accusato del suo omicidio Gianfranco Bruno, cognato di Giovanni Bruno, che avrebbe guidato lo scooter e che verrà ucciso nell'ottobre 2003 da Franco Vitagliani, fratello di Paolo. Secondo il pentito Catalano, Paolo Vitagliani è stato assieme a Vincenzo Antonio Pellegrino, su ordine di Rocco Moretti detenuto, uno dei due killer di Gerardo Agnelli ucciso il 19 giugno 1990.
3 ottobre 1998: Ammazzato alle 8 di sera in viale Colombo Antonio Parisi, 51 anni, detto il milanese per i suoi trascorsi nella mala milanese e i suoi legami con il boss Francis Turatello e il clan Vallanzasca. Ha avuto contatti anche con Cosa Nostra, come dimostra una condanna inflittagli dal Tribunale di Palermo. Parisi sta salendo sull'auto dove l'attendono moglie e figli quando un killer solitario s'avvicina e lo ammazza con tre colpi alla testa sparati da una calibro 38. Antonio è fratello del delegato episcopale di Foggia, don Fausto Parisi. Condannato per estorsione ed assolto per mafia nel maxi-processo, potrebbe essere stato ucciso per non aver voluto aiutare economicamente la «Società»: due indagati a piede libero, pochi elementi.
5 dicembre 1998: Ucciso alle 9 di sera in via Borrelli Marco Bruno, 40 anni, mentre scende dall'auto con moglie e figli. Un killer solitario s'avvicina e spara con una pistola calibro 7.65: la vittima, titolare di un autolavaggio, non era affatto collegata all'ambiente malavitoso, pur se questo delitto viene inserito da polizia e carabinieri nell'elenco dei morti della guerra di mala. I familiari della vittima pensano che si sia trattato di un errore di persona.
3 febbraio 1999: Assassinato alle 8 di sera nel portone di casa in viale Fortore, in uno stabile occupato, Savino Agnelli, 43 anni, detto Ninuccio ù ner: un killer nascosto nell'atrio spara con una «7.65». Era stato condannato a 6 anni per mafia in «Panunzio» e poi assolto in appello. Era sorvegliato speciale, ritenuto un fedelissimo del capo clan Vincenzo Antonio Pellegrino, Capantica.
10 marzo 1999: Ferito alle 8 di sera in un agguato nei pressi di casa, in via Salvemini, Franco D'Angelo, 44 anni, scarcerato un mese prima dopo la condanna in «day before»: si pensa ad un regolamento di conti nel mondo dello spaccio, ma nessun elemento concreto.
10 maggio 1999: Uccisi alle 3 di pomeriggio in via Manzoni Marcello Catalano e Francesco Viscillo, entrambi di 29 anni, condannati rispettivamente a 17 e 13 anni in primo grado nel processo «day before»: sono su uno scooter quando due killer su una moto li affiancano e fanno fuoco con una pistola calibro 38. Erano ritenuti vicini al clan Piscopia e una delle chiavi di lettura potrebbe essere il loro tentativo d'imporre decisioni ad altri mafiosi sui traffici di droga.
21 settembre 1999: Agguato alle 7 di sera in via Fania, davanti al bar Elia dove si sono ritrovati i mafiosi Federico Trisciuoglio, Salvatore Prencipe e Leonardo Piserchia, tutti coinvolti e condannati in primo e secondo grado nel maxiprocesso Panunzio. Arrivano due killer su una moto ed uno spara 40 colpi con un mitra RPK, ferendo di striscio Prencipe e Trisciuoglio ed ammazzando per sbaglio un passante che festeggiava il suo onomastico al bar, Matteo Di Candia di 62 anni; ferito anche un altro passante. È il tentativo del clan rivale di spazzare i vertici della «batteria» vincente in quel momento.
5 ottobre 1999: Ferito alle 8 di sera, davanti al suo circolo al Cep, Claudio D'Angelo coinvolto nel maxi-processo «day before» e fratello di Franco pure sfuggito ad un agguato nel marzo precedente. I killer sparano con una calibro 9 da un'auto in corso, ferendo gravemente il foggiano.
10 ottobre 1999: Trovato alle 4 di pomeriggio, in un casolare a «Quadrone delle vigne» sulla strada statale 16, il cadavere di Domenico Russo, 27 anni, scomparso la sera prima. È stato ucciso con 7 colpi di pistola calibro 9. Le indagini portano all'arresto di un tossicomane accusato d'omicidio perché avrebbe attirato in trappola la vittima con la scusa di comprare qualche dose di eroina: è stato assolto nel processo in corte d'assise.
24 ottobre 1999: Ammazzato alle 9 di sera in via Capozzi, nei pressi della sua sala giochi, Leonardo Piserchia, 48 anni, detto pastina e/o copertone, nome storico della malavita foggiana. Era scampato alla strage al circolo Bacardi il primo maggio dell'86; era sfuggito all'agguato di via Fania il 21 settembre '99, era stato condannato nel maxi-processo Panunzio. Un killer l'avvicina mentre è in compagnia di familiari e spara con una pistola calibro 38. Due ipotesi: l'ha ucciso chi non era riuscito ad eliminarlo nell'agguato di via Fania; è stato ammazzato poiché in via Fania era stato lui ad attirare Prencipe e Trisciuoglio reali obiettivi dei killer. Ipotesi, nessuna certezza.
28 ottobre 1999: Assassinato alle 9 di sera sulla circonvallazione Fabio Antonio Catalano, 27 anni, cugino di Marcello Catalano ucciso nel maggio precedente. È su una «Fiat Uno» quando i killer lo affiancano a bordo di un'auto e fanno fuoco con una calibro 38. Indagati tre foggiani appartenenti al clan Piscopia. La vittima lavorava presso un autosalone finito nel mirino della mala, dove si erano recati pochi giorni prima del delitto tre giovani poi sottoposti allo «stub» dopo l'omicidio e rilasciati.
21 dicembre 1999: Assassinati alle 23 a Parco San Felice Alfonso Palumbo e Nicola La Bella detto il torinese,  di 32 e 34 anni. Sono in auto insieme a Felice Di Rese (ferito di striscio) e Stefano Mucciarone (illeso) quando una «Panda» li affianca e i killer aprono il fuoco con pistole calibro 7.65. Le vittime e i loro amici erano ritenuti vicini al clan Trisciuoglio-Prencipe. È l'unico omicidio che compare nella richiesta di rinvio a giudizio per «double edge»: imputato a piede libero un foggiano di 35 anni, Alessandro Carella, detto la Uasta, del clan Pellegrino, in concorso con altre 2 persone entrambe morte, una delle quali è Giovanni Bruno, ucciso il 10 luglio 2002 al quartiere CEP, mentre è seduto ad una panchina, l'altro sospettato è invece deceduto in un incidente stradale. Trent'anni è la richiesta del pubblico ministero, ma Alessandro Carella sarà assolto.
27 dicembre 1999: Assassinato alle 7.30 di sera in via Manzoni Flavio Ciro Lo Mele, 33 anni, dipendente dell'impresa di pompe funebri di Mario Francavilla, ucciso nel gennaio '98: sta salendo sull'auto quando un killer s'avvicina e fa fuoco con una pistola calibro 38. Era indagato a piede libero per l'omicidio di Fabio Antonio Catalano: la sua morte viene ritenuta la risposta al duplice omicidio Palumbo-La Bella.

### Quarta guerra di mafia (2002-03)
Stando alla ricostruzione della polizia e della Direzione Investigativa Antimafia, furono le rivalità tra il gruppo di Roberto Sinesi e quello di Trisciuoglio-Prencipe a portare alla quarta guerra di mafia che causò omicidi e agguati falliti tra il luglio 2002 e l'ottobre 2003. Nell'estate 2002 il gruppo Sinesi-Francavilla, approfittando della detenzione dei due boss rivali arrestati nel corso dell'operazione Double Edge, cercò di eliminare i personaggi vicini al clan rivale. Per raggiungere l'obiettivo il clan si servì del killer Franco Vitagliani, ricnosciuto colpevole di 4 omicidi.
La guerra si concluse con un'alleanza tra i due gruppi consolidata al fine di gestire insieme il ricco business dei funerali. Da questo accordo venne esclusa la batteria Moretti-Pellegrino, guidata dalle carceri da Rocco Moretti e dall'esterno dal suo fedelissimo Vincenzo Antonio Pellegrino, Capantica.
30 marzo 2003: ferito gravemente Franco Vitagliani, killer del clan Sinesi-Francavilla. Vitagliani è stato condannato per l'omicidio di Pinuccio Laviano ed è tuttora detenuto al 41 bis con 5 condanne all'ergastolo.
1º aprile 2003: alle 19 agguato ai cugini Rodolfo (ucciso nel 2018) e Gianfranco Bruno in piazza sant'Eligio per il quale saranno condannati Antonello e Giuseppe Francavilla.
3 aprile 2003: tentato omicidio di Donato Angelo Pinto, ritenuto vicino al clan Trisciuoglio. Accusato Franco Russo. L'agguato viene sventato dai carabinieri, che, a seguito di intercettazioni, prelevano Pinto dal posto di lavoro.
19 aprile 2003: omicidio di Michele Quinto, legato al clan Francavilla.
19 aprile 2003: in serata Francesco De Luca, becchino di 42 anni, viene ucciso all'interno dell'impresa di pompe funebri di via San Severo dove lavora. Il suo collega Luigi Perdonò viene ferito. Entrambi risultano legati al clan Trisciuoglio. L'omicidio è ritenuto dagli inquirenti la risposta del clan Sinesi-Francavilla a quello di Michele Quinto, avvenuto la mattina dello stesso giorno.
10 maggio 2003: Angelo Gallucci, 42 anni, ritenuto vicino al clan Trisciuoglio, viene ferito gravemente davanti a casa, in via suor Crostarosa. Accusato Franco Russo.
13 ottobre 2003: omicidio di Silvano Bruno, affiliato al clan Sinesi-Francavilla.

### Quinta guerra di mafia (2007)

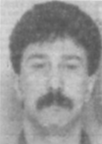
Michele (Lilino) Mansueto, personaggio storico della criminalità foggiana, ucciso nel 2011 dopo essere sfuggito a diversi agguati.

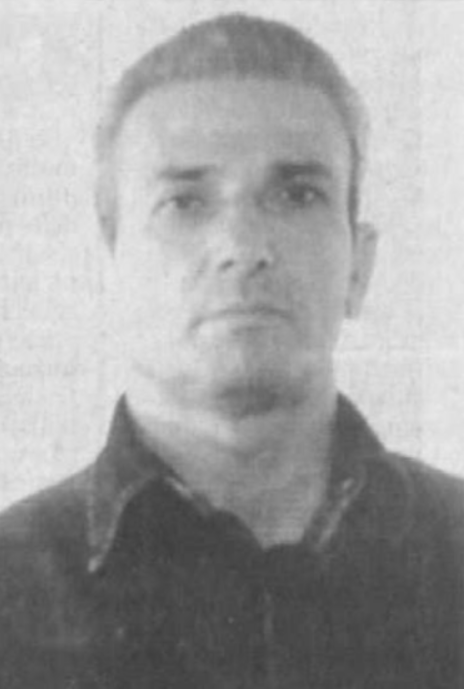
L'agguato fallito a Vincenzo Antonio Pellegrino, Capantica, boss della batteria Moretti-Pellegrino-Lanza, apre la quinta guerra di mafia.

L'avvio della quinta guerra di mafia porta la data del 5 maggio 2007. È scatenata dal tentato omicidio nei confronti di Vincenzo Antonio Pellegrino, boss della batteria Moretti-Pellegrino-Lanza. La conclusione è nel settembre dello stesso anno.
5 maggio 2007: tentato omicidio di Vincenzo Antonio Pellegrino, "Capantica". Nei pressi di un centro scommesse in via San Severo, un uomo a volto coperto cerca di sparare contro Capantica. L'arma si inceppa e ne nasce una colluttazione. Pellegrino viene colpito più volte alla testa col calcio della pistola, finché arriva la polizia mentre il killer e un complice fuggono. Pellegrino nega di essere stato vittima di un agguato: riferisce che la ferita riportata al capo è la conseguenza di una caduta dalle scale e viene arrestato per favoreggiamento. Questo tentativo di omicidio segna una profonda spaccatura tra i clan e l'inizio di una nuova guerra di mafia seguita, a distanza di 40 giorni, dall'omicidio di Franco Spiritoso,  e dall'agguato (fallito) a Pasquale Moretti, figlio del "Porco".
18 giugno 2007: omicidio di Franco Spiritoso, "Capone". Ufficialmente tassista in stazione, ma considerato il cassiere della Società Foggiana, viene ucciso in un bar affollatissimo in piazza Volontari per la pace (in gergo, piazza Libanese). Due uomini con il volto coperto da caschi integrali, giunti a bordo di uno scooter, lo colpiscono con diversi colpi di revolver calibro 38, raggiungendolo al petto e al volto. L'uomo, in compagnia della moglie e di alcuni amici, muore durante il trasporto in ospedale. Franco Spiritoso era un sorvegliato speciale, considerato il paciere tra i clan rivali. L'omicidio viene considerato una risposta al tentato omicidio di Vincenzo Pellegrino, boss della batteria Moretti-Pellegrino-Lanza, avvenuto il mese prima.
16 luglio 2007: tentato omicidio di Pasquale Moretti, "U' Purchett". Al rione Candelaro il figlio del capo clan Rocco ed erede designato alla guida del clan viene gambizzato da due centauri mentre si trova in auto.
12 agosto 2007: tentato omicidio di Alessandro Aprile (reale obiettivo) e Nicola Cannone in viale Ofanto. L'agguato è ritenuto la risposta al tentato omicidio di Pasquale Moretti. Accusati Gianfranco Bruno e Daniele Vittozzi.
24 giugno 2011: omicidio di Michele Mansueto, "Lilino". Mansueto, 57 anni, condannato in via definitiva a 7 anni per mafia ed estorsione nel maxi-processo Panunzio, è un nome storico della Società Foggiana. Alla fine degli anni '80, insieme a Gerardo Agnelli (ucciso nel giugno ‘90) reggeva le fila della criminalità organizzata foggiana per conto dei boss Giosuè Rizzi e Rocco Moretti che in quel periodo erano detenuti. Già nel giugno del 1990 era sfuggito ad un agguato cui era seguito un ridimensionamento del suo potere. L'ultimo suo arresto risale al 28 giugno 2004 nel blitz dell'operazione Poseidon.  Da tempo quindi non è più sorvegliato speciale e per questo gli è stata restituita la patente. Questa volta però non ha scampo. È alla guida di un fuoristrada in via XXV Aprile, angolo via Castiglione, quando viene affiancato da una moto e colpito a morte. L'omicidio è tuttora senza colpevoli.
15 novembre 2018: omicidio di Rodolfo Bruno
Rodolfo Bruno, 39 anni, è un elemento di vertice del clan Moretti, ritenuto uno dei cassieri della Società. La sua è una famiglia storicamente legata alla malavita del capoluogo: suo padre Roberto fu ucciso in un agguato di mafia nel novembre 1990, suo fratello maggiore Giovanni, nato nel 1977 è stato ammazzato nel luglio 2002. È in attesa di giudizio per triplice omicidio ed estorsione da 80 000 € ai danni del titolare di un autoparco. Alle 15:30 viene crivellato da colpi di colpi di fucile e pistola poco dopo essere entrato in un bar annesso all'aria adiacente al distributore Eni, sulla circonvallazione.

### Gli agguati ai boss

#### L'omicidio di Giosuè Rizzi (2012)
Il 10 gennaio 2012 viene ucciso Giosuè Rizzi; il boss era stato scarcerato il 16 novembre 2010 dopo una lunga detenzione per una condanna a trent'anni di reclusione. Al momento dell'omicidio, Rizzi è forse considerato un personaggio ingombrante per la sua storia, ma la lunghissima detenzione lo ha di fatto estromesso dal controllo della malavita in città. Ignoti i nomi dei mandanti e degli esecutori materiali. Secondo le rivelazioni di Domenico Milella, boss barese collaboratore di giustizia, Rizzi sarebbe stato ucciso su ordine di Rocco Moretti (detenuto) il quale non avrebbe gradito l’avvicinamento di Rizzi ai rivali del clan Sinesi-Francavilla.
L'omicidio di Angelo Notarangelo (2015)
Il 26 gennaio 2015, Angelo Notarangelo, 37 anni, detto "Cintaridd", ritenuto dagli inquirenti a capo dell'omonimo clan è stato ucciso da una pioggia di fuoco, mentre a bordo della sua auto - una Toyota Rav 4 grigia - percorreva la Provinciale 53, la litoranea Mattinata-Vieste. Secondo le ricostruzioni Notarangelo avrebbe tentato di mettersi al riparto uscendo dal mezzo dallo sportello del lato passeggero, ma due colpi - uno alla testa e uno al torace - gli sono stati fatali.

#### L'agguato fallito a Vito Bruno Lanza (2015)
Il 17 ottobre 2015 Vito Bruno Lanza, detto "U' lepre", storico esponente della batteria Moretti-Pellegrino-Lanza, sta percorrendo la strada per Troia, quando viene affiancato da una Volkswagen Golf dalla quale due persone aprono il fuoco con pistole calibro 7.65 e 38 colpendolo al torace. Lanza perde il controllo del mezzo e finisce fuoristrada. Si finge morto e i due killer fuggono via. Lanza è soccorso da una ambulanza del 118 allertata da un automobilista. Se la caverà con alcuni giorni di ospedale dopo un delicato intervento chirurgico. Ventiquattro ore dopo sono fermati il 39enne Luigi Biscotti, nipote di Roberto Sinesi, boss del clan opposto, e il 29enne Ciro Spinelli, ritenuti gli autori materiali del tentato omicidio. Entrambi verranno ritenuti colpevoli dai giudici della prima sezione penale della Corte di Cassazione: nel 2019 condanna confermata a otto anni per Biscotti e cinque anni e 9 mesi per Spinelli. Secondo le dichiarazioni del pentito Carlo Verderosa, in risposta all'agguato subito da "U' lepre", fu organizzato il tentato omicidio di Mimmo Falco, colpito in via della Repubblica, a Foggia, da colpi d’arma da fuoco a gola, petto e schiena che gli provocarono la paralisi permanente dell’attività di locomozione. Il motivo dell'agguato a Falco, di cui sarà accusato Fabio Tizzano, rimane un mistero, dal momento che risultava che la vittima gravitasse anche lui negli ambienti della batteria Moretti-Pellegrino-Lanza e frequentasse uno dei figli del Lanza.

#### L'agguato fallito a Roberto Sinesi (2016)
Il 6 settembre 2016, Roberto Sinesi, boss dell'omonima batteria Sinesi-Francavilla mentre viaggia a bordo di un'auto in compagnia della figlia Elisabetta, moglie del boss Antonello Francavilla, e del nipotino di 4 anni, a poche centinaia di metri dalla propria abitazione, viene affiancato da una vettura dalla quale 4 soggetti esplodono numerosi colpi di pistola e di kalashnikov, ferendo ad una spalla e al torace Sinesi e di striscio ad una spalla il nipotino. Sinesi però è armato e risponde agli assalitori, sparando almeno sei colpi contro di loro. Sebbene l'arma venga occultata così come i vestiti che recano tracce di bruciature, una consulenza balistica mostra come la vittima abbia risposto al fuoco con una pistola calibro 9x19. Per questo motivo Sinesi viene arrestato due anni dopo in esecuzione di una ordinanza di custodia cautelare emessa dal GIP su richiesta della DDA per detenzione e porto illegale di arma con l'aggravante di aver commesso i reati mentre si trovava nello stato di sorvegliato speciale. Secondo le dichiarazioni di un pentito, l'agguato è stato eseguito da 4 killer, uno dei quali è Giuseppe Albanese, detto "Prnion", ritenuto contiguo ai Moretti-Pellegrino-Lanza.
Il tentativo di omicidio di Sinesi scatena la vendetta del clan il 29 ottobre. Nel bar H24 di via san Severo, entrano due killer che sparano all'indirizzo di tre persone tra cui proprio Giuseppe Albanese, che però scappa e riesce a chiudersi in bagno. Viene ucciso Roberto Tizzano e ferito Roberto Bruno, nipote di Vito Bruno Lanza. Questa volta uno dei killer ha un nome: Patrizio Villani, "sanguinario" criminale garganico assoldato appositamente dal clan Sinesi-Francavilla per vendicare l'agguato al boss. In una intercettazione dice testualmente: "Ma non sanno che ho sparato io". Villani verrà condannato in secondo grado a 30 anni di reclusione. I mandanti sono individuati nel figlio del boss, Francesco Sinesi e suo cugino Cosimo Damiano Sinesi che ha indicato ai sicari gli obiettivi da eliminare. Per entrambi la condanna in secondo grado è di 20 anni di reclusione.
L'omicidio di Mario Luciano Romito (2017)
Il 9 Agosto 2017, a San Marco in Lamis, lungo la strada provinciale 272, 4 persone sono state uccise a colpi di kalashnikov e di fucile da caccia calibro 1. L'obiettivo dei sicari era Mario Luciano Romito, 50 anni, di Manfredonia, a capo dell'omonimo clan, ucciso insieme al cognato Matteo De Palma che li faceva da autista, entrambi deceduti all'istante. Le altre 2 vittime sono due contadini, testimoni scomodi e involontari del duplice omicidio. I due agricoltori e fratelli, Luigi e Aurelio Luciani, di San Marco in Lamis, rispettivamente di 47 e di 43 anni.
L'omicidio di Michele Russi (2018)
Il 24 novembre 2018, a San Severo, Michele Russi, detto "Lillino Coccione", ritenuto dagli inquirenti elemento di spicco della criminalità locale, è stato ucciso mentre si trovava nei pressi di un barbiere in via Terranova. Nell’agguato rimasero gravemente feriti anche il genero della vittima, 44 enne con piccoli precedenti e un dipendente del parrucchiere per uomo. Secondo una prima ricostruzione dell’accaduto, Russi si trovava nelle vicinanze di un’autovettura, una Fiat Punto, quando è stato raggiunto da almeno due sicari i quali hanno cominciato a sparare crivellando di colpi l’autovettura. A quel punto Russi ha tentato di rifugiarsi nel salone del barbiere. I sicari hanno continuato a far fuoco anche all’interno del locale, uccidendo il pregiudicato e ferendo le altre due persone. Almeno una cinquantina i colpi di arma da fuoco sparati durante l’agguato: i killer avrebbero utilizzato anche una mitraglietta.
L'omicidio di Girolamo Perna (2019)
Il 26 Aprile 2019, a Vieste, Girolamo Perna di 29 anni, ritenuto dagli inquirenti al vertice dell'omonimo clan operativo nel paese, è stato raggiunto da numerosi colpi d'arma da fuoco in più parti del corpo nei pressi della sua abitazione, ferito gravemente è stato trasportato in ospedale, dove è deceduto poco dopo per le lesioni riportate nell'agguato.
L'omicidio di Pasquale Ricucci (2019)
L'11 novembre 2019, a Monte Sant'Angelo, Pasquale Ricucci, 45 anni, ritenuto dagli investigatori al vertice del clan Lombardi-Ricucci-La Torre, erede dei Romito, da sempre in lotta con il clan dei 'montanari' Li Bergolis-Miucci, è stato ucciso in un agguato compiuto con colpi di fucile sotto la sua abitazione in via San Pietro, nella frazione 'Macchia' di Monte Sant'Angelo.
L'agguato fallito a Antonello Francavilla (2022)
Il 2 marzo 2022, mentre si trovava agli arresti domiciliari a Nettuno con il braccialetto elettronico, Antonello Francavilla, 44 anni, è stato oggetto di un agguato in piena regola, rimanendo così ferito insieme al figlio 15 enne che in quel momento si trovava nell'abitazione insieme a lui.
L'omicidio di Salvatore Prencipe (2023)
Il 20 maggio 2023, lo storico capomafia di Foggia Salvatore Prencipe, di 59 anni, ritenuto al vertice del clan Trisciuoglio-Prencipe-Tolonese, è stato ucciso in viale Kennedy alla periferia della città mentre era nell'abitacolo della sua auto con due colpi di fucile a distanza ravvicinata: uno in pieno volto, l'altro al torace. Prencipe - detto "Piede Veloce" - era ritenuto al vertice del clan Trisciuoglio-Prencipe-Tolonese. Nel 2015 era uscito di prigione, dopo una condanna per associazione mafiosa nel processo "Poseidon". Il boss era scampato a un agguato nel 1999, mentre si trovava in un bar nel centro di Foggia con altri due pregiudicati. Un commando sparò all'impazzata. I tre si salvarono. Morì un pensionato - Matteo Di Candia - che in quel bar stava festeggiando il suo onomastico.

## Operazioni di polizia e Procedimenti giudiziari

### L'operazione"Panunzio"(dicembre 1991)
L'operazione prende il nome da Giovanni Panunzio, l'imprenditore nato a Foggia il 4 febbraio 1941, ucciso nel 1992 dai malavitosi del racket delle estorsioni per essersi rifiutato di pagare il pizzo. Panunzio, imprenditore edile di rilievo del capoluogo foggiano, con più di 70 persone alle dipendenze, riceve nel dicembre 1989 una richiesta estorsiva da parte di emissari della “Società Foggiana”, per due miliardi di lire. Giovanni non cede. Iniziano a susseguirsi avvertimenti, minacce sia personali che rivolte alla sua famiglia. Un giorno due persone, dopo essersi avvicinate, gli puntano addosso una pistola. Giovanni inizia ad aver paura, si confida con le Forze dell’Ordine e gli viene assegnato un trattamento di vigilanza: deve avvisare la Questura di ogni suo spostamento. L'imprenditore sa che rischia la vita, ma sceglie ugualmente di schierarsi dalla parte giusta, di rompere il muro dell'omertà e di puntare il dito contro la mafia foggiana. Affida paure, sospetti e certezze ad un memoriale che consegnerà ai Carabinieri per denunciare i suoi estorsori. Quel memoriale, nel dicembre del 1991, è determinante per far scattare un blitz in città da cui scaturiscono 14 arresti per esponenti di spicco della mafia locale, tra i quali Giuseppe Spiritoso, Leonardo Piserchia, Antonio Bernardo, Pompeo Raffaele Carella, Mario Carella, Leonardo Corvino, Francesco Selicato, Aniello Palmieri, Salvatore e Pasquale Campaniello. La risposta della mafia non si farà attendere. Il 6 novembre del 1992 Giovanni esce dalla sala consiliare dove è in corso una seduta sul piano regolatore della città, sale sulla sua Autobianchi Y10 e si dirige verso casa. È il giorno del suo anniversario di matrimonio. Mentre percorre via Napoli, a poca distanza dal Comune, Giovanni, colpito da proiettili alle spalle, al collo e al polso, si accascia sul volante: a nulla servirà la corsa contro il tempo per raggiungere il vicino ospedale. Giovanni Panunzio viene punito per non aver pagato il pizzo e per aver osato parlare. C'è però un passante, Mario Nero, che è in giro con il suo cagnolino, un chihuahua. Mario si trova faccia a faccia con il killer che inciampa nel guinzaglio del cane, perde la pistola, lo guarda dritto negli occhi e fugge via. Il giorno seguente Mario vede in tv l’appello del figlio della vittima. Ricostruisce la vicenda e con grande coraggio si reca in questura a denunciare l’accaduto. Ma anche la sua vita verrà travolta: dovrà vivere sotto protezione, cambiare 13 località e residenze, i figli della prima moglie non gli rivolgeranno più la parola, la famiglia originaria lo allontanerà in quanto infame. La sua storia ispirerà il tv movie "Il testimone", diretto da Michele Soavi con la partecipazione di Raoul Bova. Grazie alla testimonianza di Mario Nero, viene spiccata una ordinanza di custodia cautelare nei confronti di Donato Delli Carri, 30 anni, nipote di Roberto Sinesi, affiliato alla batteria Delli Carri, costola del clan Sinesi-Francavilla, successivamente condannato in primo grado all'ergastolo e in via definitiva a 26 anni di reclusione. Il procedimento sulla morte di Panunzio certificherà l’esistenza dell'associazione di stampo mafioso “Società Foggiana” con a capo Giosuè Rizzi e Rocco Moretti. Il nome del cartello criminale era stato svelato dal pentito di Trani, Salvatore Annacondia soprannominato “Manomozza” nel corso del processo di primo grado celebrato tra il 1993 e il 1994. Trenatasei persone verranno condannate in via definitiva per associazione di stampo mafioso, droga e omicidi. A seguito della vicenda giudiziaria, sia Palazzo Chigi sia il Viminale si costituirono parte civile ottenendo il diritto al risarcimento in sede civile che fu stabilito in 6 milioni di euro per la «ferita» causata alla città e per le spese in uomini, mezzi e ogni risorsa per contrastare il dilagare del fenomeno criminoso.
Secondo le dichiarazioni di Patrizio Villani, killer garganico al soldo della batteria Sinesi-Francavilla e condannato a 30 anni di reclusione per l'omicidio Tizzano,  l'autore dell'omicidio Panunzio fu in realtà Federico Trisciuoglio, boss dell'omonima batteria Trisciuoglio-Prencipe-Tolonese e non Donato Delli Carri.

### Operazione"Day Before"(giugno 1995)
È la maggiore operazione condotta fino ad allora dalla Squadra Mobile in città con 88 ordinanze di custodia cautelare spiccate dai PM Gianrico Carofiglio e Alfredo Viola nei confronti di altrettanti presunti appartenenti alla Società Foggiana, alcuni dei quali già detenuti. Il volto della nuova mafia, scrive la Gazzetta del Mezzogiorno, è quello di due donne, Giovanna Sinesi, sorella di Roberto e madre di Franco e Donato Delli Carri e Anna Dei, moglie di Sinesi, alle quali vengono notificate ordinanze di custodia cautelare. Le rivelazioni dei pentiti e le microspie permettono inoltre di evidenziare il ruolo ripreso nella gestione del crimine da Vincenzo Parisi, recordman delle evasioni, che però riesce ad evitare l'arresto. Il maxi-processo di appello, conclusosi nel luglio 2000, si conclude, dopo 9 giorni di camera di consiglio, con 53 condanne per complessivi 574 anni per i reati di mafia, droga, sette omicidi avvenuti nella zona di San Severo, 4 tra tentati omicidi e ferimenti, estorsioni, detenzione di armi ed esplosivo. Il boss Roberto Sinesi patteggia una pena di 15 anni per mafia e droga, da considerare in continuazione con i 6 anni inflitti per mafia nel maxi-processo Panunzio; Donato Delli Carri, nipote di Sinesi e killer di Panunzio riceve 8 anni per mafia; Giosuè Rizzi 4 anni e 6 mesi per mafia e armi; Rocco Moretti 4 anni e 6 mesi per armi; Michele Mansueto 4 anni e 6 mesi per armi; Giuseppe La Piccirella, di San Severo, 27 anni per mafia, droga, omicidio e ferimenti; Vito Lanza 11 anni e 6 mesi per mafia, droga, armi, Anna Dei 2 anni per mafia, Giovanna Sinesi 2 anni per mafia.

### L'operazione"Double Edge"(giugno 2002)
L'esito del processo di primo grado nei confronti di 41 persone arrestate il 24 giugno del 2002 nell'ambito dell'operazione Double Edge è stato di 9 condanne, 4 patteggiamenti, 27 assoluzioni. Tra gli imputati condannati figurano, Federico Trisciuoglio (condannato a 4 anni di reclusione), Salvatore Prencipe (3 anni), Vincenzo Antonio Pellegrino, (3 anni), Antonio Bernardo (3 anni), Franco Spiritoso (3 anni), Michele Mansueto, (3 anni). Tra gli assolti Roberto Sinesi, Mario Piscopia, Antonello Francavilla e il fratello Emiliano.
Le accuse per i 41 foggiani, arrestati dagli agenti della Mobile nel giugno 2002 includono associazione mafiosa, droga, estorsioni, prostituzione, armi, usura, furto e ricettazione. Il giudice condannerà gli imputati per il solo reato di mafia, non riconoscendo gli altri capi di imputazione. Il Pubblico Ministero della DDA di Bari Gianrico Carofiglio aveva chiesto 7 assoluzioni, e 29 condanne, cinque imputati avevano chiesto di patteggiare. Il Comune di Foggia, in questo processo si era costituito parte civile chiedendo un risarcimento danni di 1 milione di euro, ma il giudice stabilirà un risarcimento danni pari a 250 000 euro.

### L'operazione"Poseidon"(giugno 2004)
Le inchieste giudiziarie denominate "Double Edge", "Araba Fenice", "Discovery" e "Poseidon" hanno rivelato i rapporti dei clan foggiani con altri gruppi criminali della provincia e i motivi che avevano generato la guerra di mafia avviatasi nel periodo 1998-1999 e nuovamente nel periodo 2002-2003. Il blitz "Poseidon" è messo a segno dagli agenti della Squadra Mobile, al 28 giugno 2004. Sono 25 le persone arrestate per lo più appartenenti al clan Trisciuoglio-Prencipe, accusate a vario titolo di associazione mafiosa, traffico e spaccio di droga, estorsione, abuso d'ufficio, falso ideologico, favoreggiamento personale e omessa denuncia. Al processo complessivamente il gup del Tribunale di Bari dott.ssa De Palo emise 23 condanne e 6 assoluzioni rispetto alle 27 condanne e 2 assoluzioni chieste dal PM. Imputati nel processo anche due poliziotti, il primo dirigente Agostino De Paolis e l'ispettore capo Pasquale Loizzo, entrambi assolti perché "il fatto non sussiste". Il ricorso successivo alla Corte d'Appello di Bari, definito il 3 luglio 2008, confermerà la maggior parte delle sentenze, tra cui quella a Federico Trisciuoglio (13 anni e 10 mesi), Salvatore Prencipe (13 anni e 6 mesi), Pasquale Moretti (5 anni e 4 mesi). La Corte di Cassazione, il 30 settembre 2009, ha rigettato il ricorso contro la sentenza di condanna emessa dalla Corte d'Appello con esecuzione delle ordinanze di custodia cautelare in carcere per gli indagati che non erano già detenuti per altri reati.

### L'operazione"DecimAzione"(novembre 2018)
Nel corso della notte del 30 novembre 2018 i Carabinieri e la Polizia di Stato con l’operazione “Decima Azione” eseguono un'ordinanza di custodia cautelare nei confronti di 30 persone, indagate, a vario titolo per associazione di stampo mafioso, estorsione, detenzione e porto abusivo di armi da fuoco e tentato omicidio.
L’indagine, coordinata dalla Direzione Distrettuale Antimafia di Bari, prende questo nome in quanto rappresenta la decima (in ordine di tempo) delle più importanti operazioni antimafia effettuate nella città di Foggia. Viene documentata la contrapposizione tra le due “batterie” mafiose egemoni sul territorio (da una parte quella dei Sinesi-Francavilla e dall’altra quella dei Moretti-Pellegrino-Lanza) che sono comunque inquadrabili in un unico contesto all’interno della Società Foggiana. I due gruppi criminali storicamente in contrapposizione infatti sul fronte del racket chiudevano affari in sinergia e si spartivano i ricavi grazie ad una “cassa comune”. Per i pubblici ministeri della DDA commercianti e imprenditori foggiani taglieggiati sono dei “coraggiosi al contrario” che accettano una vita di soprusi, quasi “disumana”. Ascoltati dai magistrati, nonostante il carattere incontrovertibile delle estorsioni di cui erano vittime, negavano di aver mai pagato il pizzo e addirittura alcuni di loro, dopo essere state ascoltate dagli inquirenti, comunicavano immediatamente la circostanza agli estorsori tranquillizzandoli di non aver detto nulla.
Il 26 novembre 2020 verranno condannati i maggiori boss della Società Foggiana e i loro collaboratori: 11 anni e 4 mesi al boss Rocco Moretti detto “il porco”, 14 anni a Roberto Sinesi alias “lo zio”, 10 al figlio Francesco, 10 a Cosimo Damiano Sinesi, 14 a Vito Bruno Lanza detto “U’ Lepr”, 10 al figlio Leonardo e all’altro figlio Savino.

### L'operazione "Decimabis"
L'operazione prende questo nome in quanto segue idealmente il percorso effettuato dall'operazione antimafia "DecimAzione" portata a termine due anni prima. Nel novembre 2020 sono arrestati 40 soggetti indagati a vario titolo per reati vari, dall'estorsione all'usura, in alcuni casi gravati dal metodo mafioso ed infine per il duplice tentato omicidio dei due figli del boss Federico Trisciuoglio nel corso della guerra di mafia del 2015. 39 dei soggetti sono già detenuti al momento dell'arresto. Il 16 settembre 2021 si è tenuta nell'aula bunker di Bitonto, la prima udienza del processo scaturito da tale operazione che ha visto il rinvio a giudizio per 44 soggetti appartenenti alle tre cosche principali della Società Foggiana, tra cui due latitanti, Savino Ariostini e Leonardo Gesualdo.

### L'operazione "Grande Carro"
L'operazione si realizza nell'ottobre 2020 con un blitz della Direzione Distrettuale Antimafia e carabinieri del Ros che porta in cella noti mafiosi foggiani, ma anche funzionari regionali, professionisti e intermediari dei clan. L’ordinanza monstre, oltre mille pagine, svela una serie infinita di reati che includono associazione di tipo mafioso, riciclaggio, estorsione, illecita concorrenza con minaccia o violenza, sequestro di persona a scopo di estorsione, detenzione illegale di armi/esplosivi, truffe per il conseguimento di erogazioni pubbliche (anche con riferimento a quelle UE) ed altri delitti, tutti aggravati ex art. 416 bis.1 C.P, per aver agevolato le attività di una organizzazione mafiosa.
Le indagini consentono di documentare l'operatività della batteria Delli Carri (costola dei Sinesi-Francavilla) non solo su Foggia, Orta Nova, Ascoli Satriano e Cerignola, ma anche su Rimini, l’alta Irpinia, nonché in Bulgaria, Romania e Repubblica Ceca, dove viene accertato il reinvestimento di fondi illeciti nell’acquisto di un complesso immobiliare di Praga, del valore di oltre mezzo milione di euro. Sono coinvolti innanzi tutto Francesco Delli Carri, storico esponente della Società foggiana e suo fratello Donato (già condannato per l'omicidio Panunzio), ma emergono anche le figure di Aldo Delli Carri, cugino degli stessi, impegnato nel reinvestimento dei proventi illeciti nel settore immobiliare e nelle truffe per l’indebita percezione di contributi per l’agricoltura erogati dall’UE e dalla Regione Puglia e i rapporti dei “Delli Carri” con esponenti della criminalità garganica e di Canosa di Puglia (BT), grazie ai quali riescono ad esercitare le proprie attività illecite in quelle aree. Sotto il profilo delle attività criminali, emerge una forte pressione estorsiva esercitata dal sodalizio a carico di aziende agricole, ditte di trasporti e di onoranze funebri, società attive nella realizzazione di impianti eolici e nel settore delle energie alternative le quali, a seguito di sistematica attività intimidatoria, sono state costrette al versamento di percentuali sui ricavi, nonché ad affidare in subappalto ad aziende riconducibili al sodalizio l’esecuzione di contratti di lavoro, servizi e forniture, oppure a rinunciare alle commesse già ottenute. Una serie di imprese operanti nei settori edile, movimento-terra, trasporti, ristorazione e gaming in Emilia Romagna viene ricondotta alla Batteria che, tramite prestanomi, costituiva ex novo società, oppure infiltrava gli assetti societari esistenti.  Tra gli esponenti della società civile coinvolti ci sono commercialisti accusati di fornire ai sodali consigli e istruzioni su come realizzare la fittizia intestazione di società, funzionari regionali in servizio presso l’ispettorato provinciale agricoltura di Foggia, responsabili del rilascio di false attestazioni durante le ispezioni e agronomi.
Nel luglio 2022 arrivano le condanne al termine del processo con rito abbreviato: il Tribunale di Bari condanna Francesco Delli Carri, considerato uno dei capi dell’organizzazione criminale, a 16 anni di reclusione e confisca dei beni in sequestro.

### L'operazione "Game Over"
Il 24 luglio 2023 i Carabinieri del Comando provinciale di Foggia hanno eseguito un'ordinanza di custodia cuatelare nei confronti di 82 persone, tutte gravemente indiziate per i reati associazione per delinquere finalizzata al traffico ed allo spaccio di sostanze stupefacenti ed altri reati, aggravati dal metodo e dalla finalità mafiosa. Le indagini furono scaturite dall'omicidio di Tizzano Roberto e al contestuale ferimento di Bruno Roberto, entrambi esponenti di rilievo della batteria “Moretti-Pellegrino-Lanza”, sotto-articolazione dell’organizzazione mafiosa nota come “Società foggiana”, attinti con colpi d’arma da fuoco il pomeriggio del 29 ottobre 2016 a Foggia. Dalle indagini è emerso che alcuni clan storicamente in lotta tra di loro si erano federati per esercitare tutti insieme la pressione mafiosa in città nel traffico della cocaina. Avevano costituito, cioè, una sorta di monopolio, strutturandosi come un cartello del narcotraffico messicano. Le piazze di spaccio erano controllate militarmente dagli affiliati, per far sì che nemmeno un grammo di cocaina venisse importato da fuori città. Era un giro d’affari pari a 200.000 euro al mese, i cui proventi dovevano restare, centesimo per centesimo, sul territorio. 

## Attività ed influenza
Questo sodalizio criminale trova energia nella continua pressione psicologica e morale esercitata nei confronti di commercianti e individui, emulando una sorta di atto di terrorismo psicologico che genera una continua egemonia sul territorio, controllato di quartiere in quartiere.
Il cartello criminale ha nel tempo aggregato tutte le espressioni emergenti del territorio riuscendo ad infiltrarsi nelle aree costiere limitrofe in cui ha progressivamente imposto i propri interessi illeciti nel terziario, in particolare assumendo il controllo del settore delle onoranze funebri. Relativamente alle estorsioni in danno delle agenzie funebri non infiltrate da mafiosi, appare evidente come la Società Foggiana abbia inquinato non solo i settori economico/produttivi della città di Foggia, ma anche quelli sociali ed amministrativi, potendo contare su notizie riservate – evidentemente trasmesse da dipendenti comunali – relative al numero giornaliero dei morti. Le altre attività privilegiate del cartello criminale risultano lo spaccio di sostanze stupefacenti, le estorsioni ed il gioco d'azzardo (apparecchiature di video-poker). Risulta controllato dal sodalizio criminale anche il settore delle aste giudiziarie, al fine di influenzare il normale svolgimento delle offerte ed alterare il principio della libera concorrenza tra i singoli partecipanti, così da ottenere il condizionamento delle gare e l’aggiudicazione dei beni posti all’asta in favore di soggetti designati dall'organizzazione.
Nel 2013 il giornalista Roberto Saviano in proposito ha dichiarato: "È la mafia più ignorata dai media, potentissima ed efferata", e in una intervista del 2016, il questore della Polizia di Stato di Foggia Piernicola Silvis ha dichiarato che l'80% dei commercianti paga il pizzo.
Il 19 gennaio 2023 durante un'intervista a Piazzapulita, trasmissione televisiva su La7, il ministro dell'interno Matteo Piantedosi ha dichiarato: "Preoccupante quanto accade a Foggia, presto sarò lì per presiedere un comitato per l’ordine e la sicurezza pubblica, come contributo di vicinanza a quei luoghi e agli operatori. La mafia foggiana si sta caratterizzando per l’esercizio di una violenza fisica e talvolta eclatante, da questo punto di vista è quella che più si avvicina alla mafia corleonese, quella che spara ancora, uccide, fa operazioni eclatanti come l’assalto ai portavalori anche al costo di operazioni spettacolari sulle autostrade."
Il 20 aprile del 2023 durante un incontro con gli studenti del dipartimento di giurisprudenza all'Università di Foggia il magistrato e procuratore delle repubblica presso il tribunale di Catanzaro Nicola Gratteri ha dichiarato: "Le mafie del foggiano sono mafie violente. Sono strutture molto simili a quelle degli anni ottanta in Sicilia, ma anche di qualche decennio fa in Calabria – ha aggiunto -. Le mafie del foggiano stanno facendo di tutto per farsi conoscere, per crearsi uno spazio, per essere mafie evolute sul piano economico e nel riciclaggio come lo sono oggi la 'Ndrangheta e le altre mafie storiche"

## Struttura e articolazione territoriale
La Società foggiana viene suddivisa in quattro sottogruppi che possono essere distinti per aree di influenza e struttura: 
- Mafia dei montanari: diffusa nel Gargano e caratterizzata da un'organizzazione fortemente familiare (vedi faida del Gargano);
- Società propriamente detta: presente nel capoluogo, Foggia, strutturata in "batterie" fortemente piramidali con un capo posto al vertice di ogni batteria;
- mafia dei sanseveresi: diffusa a San Severo e nei comuni del nord della provincia;
- Mafia dei cerignolani: diffusa a Cerignola e nei comuni del sud della provincia, è organizzata in "squadre";

Secondo le indagini delle forze dell'ordine, a Foggia e a San Severo vige una struttura di tipo 'ndranghetista: con vincoli di sangue, rituali di affiliazioni e gradi o "doti" come il "picciotto", "camorrista", "sgarrista", "santista", "evangelista".
A valle dell'operazione contro i Moretti-Pellegrino-Lanza e i Sinesi-Francavilla del 1º dicembre 2018 il procuratore nazionale Federico Cafiero De Raho ha confermato l'uso di questi riti.

## Cosche foggiane e relativi personaggi di spicco

### Batteria Moretti-Pellegrino-Lanza
- Rocco Moretti, detto "il Porco" in foggiano "U' Purc"[47], nato a Foggia il 7.12.1950, condannato nel 1992 a 25 anni di reclusione per concorso in omicidio aggravato dell'autodemolitore Tommaso Dello Russo, pregiudicato di Terlizzi, ucciso nel marzo '88, lesioni personali e detenzione illegale di armi e munizioni, pena ricompresa per cumulo nel 2010 a 30 anni per associazione per delinquere di stampo mafioso e violazione della legge sugli stupefacenti, ricettazione (pena espiata). Dal 1989 ha collezionato 45 anni e 4 mesi di condanne per omicidio, mafia, droga, estorsione, armi; in libertà ha trascorso un paio d’anni, dal luglio al novembre 2014 e dall’aprile 2016 all’ottobre 2017. Detenuto al 41 bis a L'Aquila.
- Pasquale Moretti, figlio di Rocco, detto "il Porchetto", nato a Foggia l'11.5.1977, numero 2 del clan, di cui avrebbe assunto di fatto le redini a causa della lunghissima detenzione del padre. Ha collezionato 42 anni di condanne per mafia, droga, usura, estorsione, armi, ricettazione, violazione della sorveglianza speciale, soldi falsi. Dal 2014 a oggi è stato a piede libero solo tra febbraio e novembre 2020, riarrestato nell'operazione Decima bis con condanna in primo grado a 16 anni per mafia, usura ed estorsione.[48]
- Rocco Moretti junior, figlio di Pasquale, nato a Foggia il 29.5.1997. Nonostante la giovante età ha collezionato 21 anni di condanne: coinvolto nei blitz Chorus (2019) e Decima bis (2020), ha condanne per rapina (2016), estorsione, droga (2019), armi, evasione oltre a 10 anni per mafia.
- Alessandro Moretti, detto Sassolino, nipote del "Porco", condannato in via definitiva a 4 anni per tentata estorsione, danneggiamento e lesioni.
- Massimo Perdonò, detto Massimino, nipote del "Porco", condannato in Cassazione nel 2023 a 12 anni di reclusione per il tentato omicidio di Giovanni Caterino, 42enne manfredoniano detto Giuann Popò, a sua volta basista della strage di San Marco in Lamis avvenuta il 9 agosto 2017 e condannato in via definitiva all’ergastolo.
- Francesco Tizzano, cognato di Rocco Moretti, condannato in primo grado a 21 anni in “Decima azione” per mafia e per il tentato omicidio di Mimmo Falco rimasto paralizzato.
- Fabio Tizzano, fratello di Francesco, accusato del tentato omicidio di Mimmo Falco, eseguito dopo l'agguato a Vito Bruno Lanza.
- Antonio Vincenzo Pellegrino detto “Capantica”, condannato nel 2018 in secondo grado a 6 anni per estorsione aggravata dalla mafia, condanna dichiarata definitiva dalla Cassazione nel 2020.
- Vito Bruno Lanza, detto "U’ Lepre"[49], condannato nel maxi-processo Day Before a 11 anni e nel 2020 a 14 anni di reclusione.
- Leonardo Lanza, figlio di "U' Lepre"
- Savino Lanza, figlio di "U' Lepre"
- Giuseppe Albanese, killer della batteria, accusato dell'omicidio di Rocco Dedda (appartenente alla batteria Sinesi Francavilla e freddato il pomeriggio del 23 gennaio 2016 da due persone sull'uscio della sua abitazione in via Capitanata) e del tentato omicidio del capo della batteria opposta Roberto Sinesi, avvenuto in pieno giorno al Rione Candelaro, nel corso del quale rimasero lievemente feriti la figlia e il nipotino del boss.
- Gianfranco Bruno, cugino di Rodolfo Bruno, ucciso nel 2018
- Antonio Bruno, figlio di Rodolfo Bruno, ucciso nel 2018
- Savino Ariostini detto "Nino 55", sfuggito all'arresto nel corso dell'operazione Decimabis, latitante dalla fine del 2020 al 14 ottobre 2022, quando viene arrestato nel corso di un'operazione di polizia ed un inseguimento durato centinaia di chilometri, da Chieti fino alla provincia di Avellino che si concluderà con la morte di un rapinatore. Le forze dell'ordine intercetta una banda, tra i cui componenti vi è anche Savino Ariostini, che si prepara a mettere a segno un colpo con assalto a un portavalori dell’istituto di vigilanza Cosmopol.[50]
- Alessandro Aprile, detto "Schiattamurt", nato il 27.2.1984, estorsore, condannato in primo grado nel processo Decima Bis a 10 anni e 8 mesi.

### Batteria Sinesi-Francavilla

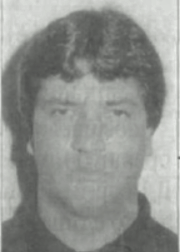
Roberto Sinesi, detto Lo Zio, in una foto del 1998, è tuttora l'indiscusso capo della batteria Sinesi-Francavilla

- Roberto Sinesi, detto "lo zio", nato a Foggia il 16.10.1962, capo del clan Sinesi-Francavilla[51], attualmente detenuto al 41 bis nel carcere di Rebibbia.
- Francesco Sinesi, nato nel 1985, figlio dello "Zio" e cognato di Pasquale Moretti (batteria opposta), condannato in via definitiva a 20 anni quale mandante dell'omicidio di Roberto Tizzano (29/10/2016) nel bar H24 di Foggia, compiuto dal killer Patrizio Villani (a sua volta condannato a 30 anni). L'omicidio di Tizzano fu la risposta all’agguato del 6 ottobre 2016 nel quale rimase ferito suo padre Roberto Sinesi e il nipotino, sebbene l'obiettivo principale era Giuseppe Albanese, detto Prnion, considerato l'esecutore dell'agguato a Sinesi.
- Cosimo Damiano Sinesi, nato nel 1985, nipote dello "Zio", anche lui condannato in via definitiva a 20 anni per l'omicidio di Roberto Tizzano: è accusato di aver indicato ai killer l'obiettivo da eliminare.
- Antonello Francavilla, genero dello "Zio", avendone sposato la figlia Elisabetta Sinesi, condannato in via definitiva per il duplice tentato omicidio dei cugini Rodolfo e Gianfranco Bruno compiuto il 1º aprile 2003 a Foggia, per mafia e per violazioni della sorveglianza speciale e in via definitiva a 13 anni e 4 mesi per importazione di 300 quintali di hashish dal Marocco attraverso la Spagna e per associazione mafiosa, in secondo grado a 6 anni per estorsione. Mentre sconta gli arresti domiciliari in una villetta in via Greccio 14, a Nettuno, il 2 marzo 2022, è oggetto di un agguato. Due persone con il viso coperto da mascherine sanitarie suonano al portone d'ingresso dell'appartamento spacciandosi per agenti di polizia e lo colpiscono con tre colpi di pistola ferendo gravemente anche il figlio quindicenne Mario che si trova temporaneamente in casa. Questa volta il tentato omicidio non matura all'interno delle famiglie mafiose rivali: il 6 agosto 2022 viene infatti arrestato con l'accusa di tentato omicidio un costruttore taglieggiato dal Francavilla, Antonio Fratianni, che sarebbe stato oggetto a sua volta di un tentato omicidio sventato dalla polizia il 26 giugno 2022, organizzato proprio da Antonello ed Emiliano Francavilla[52]. Torna libero il 4 aprile 2022 ed è arrestato nuovamente il 18 gennaio 2023 perché gira con una pistola con silenziatore e colpo in canna e condannato a 4 anni.
- Emiliano Francavilla, nato il 16.08.1979, fratello di Antonello[53]. Ha svolto funzioni di capo-batteria in seguito all'arresto dei familiari. Nel 2018 è condannato in Corte d'Appello a 9 anni e 8 mesi di reclusione. La sua ex-moglie, Sabrina Campaniello, è diventata collaboratrice di giustizia. Legato sentimentalmente all'avvocato Gabriella Capuano, condannata in via definitiva a 3 anni e 6 mesi di reclusione per concorso in estorsione[54]. Condannato a 3 anni e 6 mesi per aver favorito la latitanza del boss garganico Franco Li Bergolis in ragione dell'alleanza con l'omonimo clan. Scarcerato il 28 marzo 2022, viene arrestato il 22 luglio 2022 per il tentato omicidio del costruttore Antonio Fratianni sospettato d’aver sparato a Nettuno il 2 marzo 2022 al fratello Antonello e al figlio minorenne ferendoli.
- Leonarda (Dina) Francavilla, sorella di Antonello, condannata in secondo grado a 6 anni di reclusione per estorsione. Posta alla detenzione domiciliare il 7 aprile 2023 per scontare 4 anni e 7 mesi per estorsione aggravata dalla mafiosità nel processo Rodolfo.
- Mario Lanza, marito di Leonarda Francavilla, condannato a 9 anni e 10 mesi per estorsione. Scarcerato il 21 marzo dopo 12 anni in carcere e ai domiciliari per una serie di condanne è tornato in carcere poche settimane dopo per scontare oltre 2 anni per il blitz antidroga “White Bridge” del 2012.
- Antonio Salvatore, genero di Leonarda, detto "Lascia Lascia", condannato a 3 anni di reclusione in pena concordata per tentato furto nel caveau della Società di trasporto Loomis Schweiz, sventato dai carabinieri di Cerignola e di Milano in collaborazione con la polizia svizzera.
- Luigi Biscotti, nipote dello "Zio", condannato nel gennaio 2017 in rito abbreviato a 10 anni di reclusione per il tentato omicidio di "U'Lepre".
- Ciro Francavilla, nato a Foggia il 13.9.1974, cugino di Antonello, detto "il capellone", condannato in appello a 4 anni e 2 mesi per tentata estorsione. Da gennaio 2024 diventa collaboratore di giustizia[55].
- Giuseppe Francavilla, nato a Foggia il 6.11.1978, fratello di Ciro e cugino di Antonello, detto anche lui "il capellone", condannato in appello a 4 anni e 8 mesi per tentata estorsione.
- Donato Delli Carri, nato nel 1969, figlio di Giovanna Sinesi (sorella dello "Zio"), condannato a 27 anni di reclusione per l'omicidio di Panunzio (1992) e a 8 anni nel maxi-processo Day-Before.
- Francesco Delli Carri, nipote dello Zio, detto "U' Malat".

### Batteria Trisciuoglio-Tolonese
- Federico Trisciuoglio[56], detto Enrichetto lo zoppo, nato il 20.10.1953, condannato dalla Corte di Appello di Bari a 25 anni di reclusione per estorsione, associazione per delinquere di tipo mafioso, traffico di stupefacenti, detenzione di armi, pena confermata in Cassazione, muore per cause naturali nel 2022. Secondo le dichiarazioni del collaboratore di giustizia Patrizio Villani, sarebbe stato lui l'omicida del costruttore Panunzio e non Donato Delli Carri, condannato a 27 anni di reclusione per tale motivo.
- Giuseppe Trisciuoglio, nato il 5.3.1977, condannato nel 2019 dalla Corte di Appello di Bari a 10 anni di reclusione per estorsione.
- Fabio Trisciuoglio, nato il 31.3.1980, condannato per estorsione
- Rossana Trisciuoglio, nata nel 1971, figlia del boss, arrestata per estorsione assieme al suo compagno Domenico La Gatta.
- Salvatore Prencipe[57], detto Piede veloce, detenuto dal 2004 al 2015 a seguito della condanna successiva all'operazione Poseidon. Libero dopo aver scontato condanne per associazione mafiosa, traffico di droga ed estorsione, viene ucciso poco prima delle 22 del 20 maggio 2023 in viale Kennedy, quartiere CEP, alla periferia sud di Foggia, colpito da due colpi di fucile al volto e al torace mentre è fermo in auto nei pressi dell'appartamento in cui vive con la madre. Prencipe era scampato ad un attentato la sera del 21 settembre 1999 quando due killer giunti in moto spararono una quarantina di colpi di kalashnikov verso Prencipe che si trovava con Federico Trisciuoglio e Leonardo Piserchia (scampato alla strage del Bacardi e assassinato il 24 ottobre dello stesso anno) davanti al bar Elia di via Giuseppe Fania. L'attentato costò la vita del pensionato 62enne Matteo De Candia che festeggiava il suo onomastico.
- Raffaele Tolonese, detto Rafanill, nato il 13.9.1950, con un curriculum giudiziario di tutto rispetto: spaccio di stupefacenti (1985); rapina in banca in cui rimane gravemente ferito (1986) con relativa condanna a 4 anni; estorsione (1993) con relativa condanna a 1 anno e 4 mesi; mafia  (1999) con relativa condanna a 3 anni e 6 mesi, detenzione illegale di armi (2001) con condanna a 3 anni, droga, armi, estorsioni, sequestro di persona, ricettazione e riciclaggio con condanna in via definitiva a 10 anni di reclusione (2017).

## Appalti e collusioni tra politica e mafia
In tema di appalti pubblici, vasto eco ha avuto l'inchiesta incentratasi sui collegamenti tra taluni esponenti della imprenditoria foggiana e soggetti della locale criminalità organizzata, sfociata nell'operazione convenzionalmente denominata “Vela”, che ha portato all'arresto di dieci persone, tra le quali due vice presidenti dell'Assindustria di Capitanata, alcuni imprenditori locali e 4 soggetti collegati alla criminalità organizzata, nonché all'emissione di avvisi di garanzia a carico di politici locali e regionali. Nell'ambito della stessa operazione, la magistratura ha disposto il sequestro di svariate attività commerciali, terreni ed appartamenti. Tuttavia, dopo breve tempo, il Tribunale del Riesame di Bari, in accoglimento delle istanze presentate dai difensori, ha disposto la scarcerazione degli indagati, annullando il provvedimento restrittivo per carenza di gravi indizi.
Nel 2017, la società Segnaletica Meridionale, che già da diversi anni aveva l'appalto per la manutenzione ordinaria e straordinaria dei semafori e per quella relativa sia alle “strisce” orizzontali sia ai segnali stradali, si aggiudicava il nuovo appalto della durata di 5 anni per un importo base di 2,5 milioni, con una offerta al ribasso di 1,8 milioni di euro. La Prefettura di Foggia emetteva tuttavia un provvedimento di interdittiva antimafia nei confronti della società in quanto l'amministratrice della società, Veronica Colecchia, figlia del fondatore Giuliano, risultava essere la convivente di Pasquale Moretti, erede designato dal padre Rocco ad ereditare la gestione del sodalizio mafioso. Tra i dipendenti della società negli anni 2015 e 2016, inoltre, risulta esserci Francesco Tizzano, cognato di Veronica, in quanto sposato con la sorella Deborah. Tizzano, esponente di spicco del clan Moretti-Lanza-Pellegrino, è un noto pregiudicato foggiano più volte colpito da arresti per gravi reati anche di tipo mafioso.
Nel 2021 venivano alla luce le intercettazioni ambientali a carico della consigliera comunale di maggioranza Liliana Iadarola (indipendente) alla quale il suo compagno, Fabio Delli Carri già noto alle forze di polizia, condannato nel 2014 per il reato di estorsione legato al 'racket delle mozzarelle e appartenente alla famiglia Delli Carri (clan Sinesi-Francavilla), chiedeva di mettersi di traverso rispetto all’azione amministrativa attuata dall’assessorato alla Legalità ed in particolare al potenziamento delle videocamere di sorveglianza.

## Presenza nel territorio
Il raggio d'azione della Società foggiana è prettamente locale e non presenta ancora le forti infiltrazioni nazionali ed internazionali di 'Ndrangheta, Camorra e Cosa Nostra. Alcune indagini però hanno dimostrato come vi siano diversi insediamenti e attività in zone anche piuttosto distanti dalla Capitanata.

### Provincia di Foggia

#### Gargano
Nel Gargano esiste una mafia arcaica e violenta, con partecipazione di pastori e massari; le attività maggiormente redditizie dei clan garganici sono il traffico di droga e armi; anche per ragioni geografiche il controllo del territorio è assoluto. I clan predominanti sono i Li Bergolis di Monte Sant'Angelo (alleati della batteria foggiana dei Sinesi-Francavilla), gli Alfieri e i Primosa di Monte Sant'Angelo, i Romito di Manfredonia e le famiglie dei Tarantino e dei Ciavarrella di San Nicandro Garganico in perenne lotta fra loro (la prima famiglia citata, tra queste ultime due, ha esteso la sua influenza criminale anche in qualche comune limitrofo ed anche oltre i confini regionali).
Cosche note alla cronaca per la faida del Gargano che ha prodotto, nel corso di una trentina d'anni, circa cento omicidi. In data 23 giugno del 2004 il blitz «Iscaro-Saburo» portò all'arresto di altre cento persone presunte affiliate ai clan della faida. In data 21 aprile 2009, il presunto boss Franco Romito e il suo autista Giuseppe Trotta vengono crivellati nella loro auto in località Siponto. Sono tre le armi utilizzate per compiere il duplice omicidio; recuperati sull'asfalto 4 bossoli di un fucile calibro 12 caricato a pallettoni, numerosissimi bossoli calibro 7.62 di una mitraglietta e 4/5 di una pistola calibro 9 per 21. I due sono stati raggiunti da una pioggia di proiettili in più parti del corpo. Franco Romito aveva il volto completamente sfigurato e non aveva più la mano sinistra. Franco Romito potrebbe essere stato ucciso per essere stato per anni con i suoi familiari confidente dei carabinieri e in molte indagini sulla famiglia mafiosa del clan opposto Libergolis-Miucci, guidato da Enzo Miucci, nipote del patriarca dell'organizzazione Ciccillo Li Bergolis, ucciso nel 2009.

#### San Severo
A San Severo, operava negli anni '90 il clan capeggiato da Agostino Campanaro, affiliato alla 'ndrangheta calabrese da Franco Coco Trovato e poi ucciso nel 2002 da un commerciante stanco delle sue continue richieste estorsive. Oggi gli assetti risultano prevalentemente stabili. La batteria foggiana Moretti-Pellegrino-Lanza vi ha concentrato i propri interessi e sostenuto il clan La Piccirella-Testa, che si caratterizza ormai come un gruppo autonomo indipendente, al cui vertice vi sono Giuseppe Vincenzo La Piccirella e Severino Testa. Tale clan ha definitivamente affermato la propria supremazia in un sistema precedentemente caratterizzato da diversi gruppi autonomi, monopolizzando il racket delle estorsioni ed il traffico di sostanze stupefacenti, ambito in cui la città di San Severo si conferma uno degli snodi più rilevanti della provincia. La criminalità sanseverese ha esteso la sua influenza criminale anche in altri comuni vicini.
In antagonismo con il clan La Piccirella-Testa, rimane attivo il clan Nardino, molto attivo nel traffico degli stupefacenti e dotato di una rete di approvvigionamento diversificata (extranazionale in Olanda e in Germania per la cocaina, presso la criminalità albanese per l’eroina, nonché attraverso esponenti della camorra, della Società Foggiana e della malavita cerignolana) che gli ha consentito di coprire il mercato in modo competitivo.
La criminalità organizzata sanseverese vanta buoni rapporti anche con la Società Foggiana di Foggia città, con la Mafia Garganica (per precisione con la criminalità di San Nicandro Garganico e Vieste) e con organizzazioni criminali presenti oltre i confini regionali e persino oltre i confini nazionali.

#### Cerignola
A Cerignola operano il clan Piarulli-Ferraro (diretta prosecuzione del clan Cappellari-Caputo, affiliato alla Nuova camorra pugliese negli anni '80) e il clan Di Tommaso e Dangelo attraverso una criminalità di impronta camorristica e un'altra simile alle "stidde" siciliane, strutture federali e non verticistiche.
I Piarulli mantengono il proprio vertice in Lombardia (Rozzano), operando per mezzo di referenti, oltre che a Cerignola, a Trinitapoli e Canosa di Puglia e vantando alleanze con i gruppi garganici nell’area di Mattinata-Vieste. Nei clan di Cerignola manca il vincolo familiare tipico della Società Foggiana: i soggetti sono assoldati in base alle capacità criminali. La criminalità locale, nota soprattutto per i gruppi di fuoco dediti agli assalti ai portavalori e rapine in tutta Italia, traffico di droga, reati di natura predatoria quali rapine a tir, furti di autovetture e mezzi pesanti, estorsioni e ricettazione di auto rubate, si è caratterizzata negli ultimi tempi anche per la capacità di infiltrazione nel tessuto economico e politico locale e nel nord Italia. Secondo la relazione della DIA relativa al secondo semestre 2020, il clan Piarulli-Dangelo – è riuscito ad espandersi progressivamente ‘occupando’ aree delle province di Foggia e di Bari-Andria-Trani attraverso l’infiltrazione nel tessuto economico anche con attività di riciclaggio. Si assiste peraltro ad una comunione tra criminalità comune ed organizzata che rende di fatto difficile la differenziazione tra i due fenomeni.

#### Lucera
Nel comune di Lucera, situato nell'entroterra lungo la direttrice che conduce nell'alto Molise, i clan predominanti sono Cenicola, Papa-Ricci, Bayan, Tedesco e Barbetti, ma nonostante la perenne lotta fra loro, il gruppo di maggiore spessore criminale resta quello dei Cenicola che si caratterizza ormai come un gruppo autonomo indipendente. Tale clan ha definitivamente affermato la propria supremazia in un sistema precedentemente caratterizzato da diversi gruppi autonomi, monopolizzando il racket delle estorsioni ed il traffico di sostanze stupefacenti, vantando alleanze con i gruppi garganici nell’area di Monte Sant'Angelo-Vieste. Risulta indebolito il clan Bayan, in ragione dello stato di detenzione del suo capo, ergastolano (detenuto nel regime previsto dall’art. 41 bis).

#### I Cinque reali siti
Ad Orta Nova opera il clan Gaeta, attivo in tutti i cinque reali siti e già decimato in molte sue ramificazioni dall'Operazione Veleno, che portò a 52 arresti nel 2007. Cosca ritenuta collegata al clan Moretti-Pellegrino-Lanza di Foggia. I reati connessi riguardano il traffico di stupefacenti e le armi, ma anche ricettazione e riciclaggio di autovetture, furti/rapine e assalti ai bancomat e ai portavalori, ambito quest’ultimo in cui la criminalità di Orta Nova si è ritagliata un ruolo importante. A Stornara, le dinamiche criminali risultano legate in parte alla famiglia malavitosa Masciavè, ma soprattutto all’influenza della criminalità cerignolana che quel territorio può utilizzarlo come base logistica per le proprie operazioni predatorie.

### Abruzzo
In data 12 settembre 2011, Guardia di Finanza e Polizia di Stato hanno sequestrato beni per 20 milioni di euro nella città di Pescara tra locali notturni, conti corrente e proprietà aziendali. Tra i sette indagati alcuni risultano originari di Manfredonia e secondo gli organi inquirenti sarebbero legati ai clan del Gargano; più nello specifico, la famiglia Granatiero, titolare di alcuni beni sequestrati, è accusata di essere in contatto con i Romito.

### Marche
Da un'inchiesta cominciata nei primi anni del 2000 denominata "Reclaim" si è scoperto che i clan della società foggiana si sono insediati nelle marche dedicandosi prevalentemente allo spaccio di droga, rapine e gestione del gioco d'azzardo. Coinvolti anche esponenti dell'industria di Macerata.
In data 6 luglio 2010, a Fano (Pesaro-Urbino) viene sgominata una banda composta da pugliesi e marchigiani, la quale si dedicava ad estorsioni e spaccio di sostanze anabolizzanti. I capi risultano provenienti da San Nicandro Garganico.
Nel novembre 2021 sono stati arrestati due soggetti sannicandresi per estorsione aggravata dal metodo mafioso e usura aggravata in concorso. Uno dei due soggetti arrestati vantava la sua appartenenza alla mafia locale (di San Nicandro G.) e vicinanza ad uno dei boss di un noto clan foggiano. Il blitz è stato messo a segno anche nella provincia di Pesaro-Urbino.

### Piemonte
Dagli anni 1990 ne è stata segnalata la presenza in Piemonte, in particolare nel quartiere Falchera del capoluogo di regione in provincia di Torino.

### Lombardia
Negli anni '90 i clan originari di Foggia, San Severo e Cerignola risultarono operanti nella zona di Milano, soprattutto nel traffico di stupefacenti in collegamento con la 'ndrangheta.

## Rapporti con le altre mafie

### Camorra
I rapporti tra camorra e delinquenza foggiana sono, probabilmente, quelli di più antica data e quelli più profondi. La delinquenza foggiana è riuscita a fare il salto di qualità proprio grazie alla camorra, quella di Cutolo in particolare; durante il periodo della NCO molti "cutoliani" trascorsero i periodi di reclusione nelle carceri di San Severo e Foggia  prendendo contatti con la delinquenza locale e affiliando alcuni personaggi, la sorella di Raffaele Cutolo, Rosetta, abitò a San Severo in soggiorno obbligato. Cutolo organizzò anche una sorta di propaggine della NCO nella Puglia settentrionale, la Nuova camorra pugliese; l'uccisione di don Peppe Sciorio, luogotenente di Cutolo per Foggia, fu un chiaro segno che il crimine foggiano voleva diventare indipendente.
Le indagini hanno dimostrato come esistano rapporti tra Società foggiana e casalesi, in data 19 marzo 2012 un'operazione dello SCICO (Guardia di Finanza) di Bari ha permesso di scoprire come i casalesi avessero affidato agli uomini della Società l'attività di falsificazione di banconote e insieme si occupassero anche di riciclare il rame rubato alle ferrovie.

### 'Ndrangheta
Sui rapporti Società-'Ndrangheta sono stati scoperte alleanze tra i Romito di Manfredonia con le 'ndrine di Reggio Calabria (Libri-De Stefano-Tegano), tra i Sabatino di San Severo con le 'ndrine di Vibo Valentia e tra i gruppi di Foggia con i Coco Trovato (alleati dei De Stefano). Nel rapporto dell'Antimafia sul I semestre 2021 è stata costatata la presenza di rapporti tra la Ndrangheta e la Mafia Garganica. Nell’aprile 2021 sono stati arrestati due soggetti garganici durante un blitz effettuato contro le 'ndrine Pesce-Bellocco. Uno dei due soggetti è stato protagonista della terribile faida tra i Tarantino e i Ciavarrella.

### Rapporti con le mafie dell'est
I rapporti con le mafie dell'est riguardano soprattutto: traffico di droga, traffico di armi e prostituzione.

### Filmografia
- Ti mangio il cuore (2022), regia di Pippo Mezzapesa